# Barão von Strucker
Barão von Strucker é um personagem fictício criado pela Marvel Comics por Stan Lee e Jack Kirby, aparecendo pela primeira vez em "Sgt. Fury and his Howling Commandos" #5 (1964). 
Barão Wolfgang von Strucker, um ex-oficial nazista, foi o fundador e um dos líderes da Hidra. Era um inimigo comum da S.H.I.E.L.D., os Vingadores e dos interesses dos Estados Unidos da América e do mundo em geral.
Barão von Strucker veio de uma linhagem de nobres prussianos em que todos os líderes eram militares. Foi recrutado pelo Partido Nazista em 1930. Von Strucker subiu rapidamente na hierarquia e se tornou comandante de ala do "Esquadrão Morte-Cabeça". Von Strucker lutou por inúmeras vezes com Nick Fury, Capitão América, os Invasores e vários outros heróis em tempos de guerra, sempre perdendo cada vez mais as batalhas. Adolf Hitler se irritou com muitas perdas de von Strucker e ordenou a morte do Barão. Antes de de sua execução, ele então encontrou um aliado: Caveira Vermelha. Este então enviou  Von Strucker para o leste da Ásia para construir uma base de operações, o que levou à criação da organização terrorista internacional: a Hidra.

## Poderes e Habilidades
Deathspore é um Vírus que percorre pelas veias sanguíneas de Von Strucker que, em vez de matá-lo lhe concedeu um conjunto de habilidades sobre-humanas:
- Envelhecimento reprimido: Von Strucker não envelheceu desde que contraiu o vírus.

- Invulnerabilidade (limitada): Von Strucker é invulnerável a pequenos ferimentos como cortes, ferimentos a bala e golpes superpoderosos.

- Fator de cura regenerativo: Cura-se em um ritmo incrível e possivelmente, resistente a toxinas e doenças.

- Lançamento Mortal de "Spore": Von Strucker pode liberar temporariamente o vírus de seu corpo em curtas distâncias. Dependendo da intensidade, pode causar a suas vítimas enfraquecimento, dor, ou até mesmo a morte. O vírus parece ser incapaz de matar seres sobre-humanos ou artificialmente reforçados, mas é capaz de ferir ou enfraquece-los letalmente.
- Telepatia : Von Strucker, pode comunicar-se e até mesmo causar pequenas dores de cabeça em oponentes através de sua telepatia, fornecida pelo vírus contraido.

## O Personagem em outras mídias

### Televisão
- Barão Strucker apareceu  telefilme Nick Fury: Agent of S.H.I.E.L.D. interpretado por Campbell Lane.
- Barão Strucker apareceu no desenho animado The Avengers: Earth's Mightiest Heroes.

### Jogos eletrônicos
- O Barão Strucker aparece como chefe no jogo Captain America: Super Soldier, com a voz de Kai Wulff.

### Cinema
- Ele aparece na cena pós créditos de Capitão América 2: O Soldado Invernal interpretado por Thomas Kretschmann e no início de Vingadores: Era de Ultron, onde foi noticiado no início de 2014 que ele seria o vilão inicial. [1].